# Intermedio
Intermedio is een Amerikaanse film uit 2005 van The Asylum met Edward Furlong .

## Verhaal
Op de grens tussen de V.S. en Mexico ligt een tunnel waarin zich dodelijke geesten ophouden. Een groep vrienden raakt bekneld in de tunnel en al snel worden zij opgejaagd door de geesten.

## Rolverdeling
| Acteur          | Personage |
| --------------- | --------- |
| Edward Furlong  | Malik     |
| Cerina Vincent  | Gen       |
| Amber Benson    | Barbie    |
| Callard Harris  | Wes       |
| Steve Railsback | Oude man  |